# Divisões das Forças Terrestres da Organização do Tratado do Atlântico Norte
Comparativo de patentes e insígnias de todos os países integrantes à Organização do Tratado do Atlântico Norte.

## Oficiais(OF-1 - OF-10)
|                |           |
| Stabshauptmann | Hauptmann |

|              |          |              |
| Oberfähnrich | Fähnrich | Fahnenjunker |

|        |                      |
| Major  | Capitaine-commandant |
| Majoor | Kapitein-commandant  |

|  |  |  |

| Alumno repetidor | Alumno 2º | Alumno 1º |

|                |          |
| Primo capitano | Capitano |

|  |  |  |

| Coronel-tirocinado | Coronel |

|  |

|  |  |  |

|  | Genelkurmay Başkanlığı | Orgeneral |

## Warrant officers (WO1–CW5)
| Codigo NATO             | WO-5                    | WO-4                    | WO-3                    | WO-2              | WO-1              | WO-1 |
| ----------------------- | ----------------------- | ----------------------- | ----------------------- | ----------------- | ----------------- | ---- |
| Estados Unidos ·        |                         |                         |                         |                   |                   |      |
| Chief warrant officer 5 | Chief warrant officer 4 | Chief warrant officer 3 | Chief warrant officer 2 | Warrant officer 1 | Warrant officer 1 |      |
| Código NATO             | WO-5                    | WO-4                    | WO-3                    | WO-2              | WO-1              | WO-1 |

## Outras Patentes (OR1–OR9)
| Albânia                             |                                                         |                                                         |                                                         |                                                         |                                                         |                                                         |                                        |                                         | Nenhum equivalente                      | Nenhum equivalente                   |                                      |                                      |                                      |                                      |                                      |                                      | Nenhum equivalente           | Nenhum equivalente           | Nenhum equivalente           | Nenhum equivalente           | Nenhum equivalente           | Nenhum equivalente                   | | | Nenhum equivalente        | Nenhum equivalente                |                                        |                                        |                                        |                                        |                                        |                                        |                                                             |                          |        |
| Albânia                             | Kryekapter Master Sergeant 1st class                    | Kryekapter Master Sergeant 1st class                    | Kryekapter Master Sergeant 1st class                    | Kryekapter Master Sergeant 1st class                    | Kryekapter Master Sergeant 1st class                    | Kryekapter Master Sergeant 1st class                    | Kapter Master Sergeant                 | Kapter Master Sergeant                  | Nenhum equivalente                      | Nenhum equivalente                   | Rreshter Sergeant                    | Rreshter Sergeant                    | Rreshter Sergeant                    | Rreshter Sergeant                    | Rreshter Sergeant                    | Rreshter Sergeant                    | Nenhum equivalente           | Nenhum equivalente           | Nenhum equivalente           | Nenhum equivalente           | Nenhum equivalente           | Nenhum equivalente                   | Tetar Corporal | Tetar Corporal | Nenhum equivalente        | Nenhum equivalente                | Nëntetar Private 1st class             | Nëntetar Private 1st class             | Nëntetar Private 1st class             | Nëntetar Private 1st class             | Nëntetar Private 1st class             | Nëntetar Private 1st class             | Ushtar Private                                              | Ushtar Private           |        |
| Alemanha                            |                                                         |                                                         |                                                         |                                                         |                                                         |                                                         |                                        |                                         |                                         |                                      |                                      |                                      |                                      |                                      |                                      |                                      |                              |                              |                              |                              |                              |                                      | | |                           |                                   |                                        |                                        |                                        |                                        |                                        |                                        |                                                             |                          |        |
|                                     |                                                         |                                                         |                                                         |                                                         |                                                         |                                                         |                                        |                                         |                                         |                                      |                                      |                                      |                                      |                                      |                                      |                                      |                              |                              |                              |                              |                              |                                      | | |                           |                                   |                                        |                                        |                                        |                                        |                                        |                                        |                                                             |                          |        |
| Oberstabsfeldwebel                  | Oberstabsfeldwebel                                      | Oberstabsfeldwebel                                      | Oberstabsfeldwebel                                      | Oberstabsfeldwebel                                      | Oberstabsfeldwebel                                      | Stabsfeldwebel                                          | Stabsfeldwebel                         | Hauptfeldwebel                          | Hauptfeldwebel                          | Oberfeldwebel                        | Oberfeldwebel                        | Oberfeldwebel                        | Feldwebel                            | Feldwebel                            | Feldwebel                            | Stabsunteroffizier                   | Stabsunteroffizier           | Stabsunteroffizier           | Unteroffizier                | Unteroffizier                | Unteroffizier                | Oberstabsgefreiter                   | Stabsgefreiter | Hauptgefreiter | Obergefreiter             | Gefreiter                         | Gefreiter                              | Gefreiter                              | Gefreiter                              | Gefreiter                              | Gefreiter                              | Soldat                                 | Soldat                                                      |                          |        |
| Alemanha (Oficial designado)        | Nenhum equivalente                                      | Nenhum equivalente                                      | Nenhum equivalente                                      | Nenhum equivalente                                      | Nenhum equivalente                                      | Nenhum equivalente                                      | Nenhum equivalente                     | Nenhum equivalente                      |                                         |                                      |                                      |                                      |                                      |                                      |                                      |                                      |                              |                              |                              |                              |                              |                                      | Nenhum equivalente | Nenhum equivalente | Nenhum equivalente        | Nenhum equivalente                | Nenhum equivalente                     | Nenhum equivalente                     | Nenhum equivalente                     | Nenhum equivalente                     | Nenhum equivalente                     | Nenhum equivalente                     | Nenhum equivalente                                          |                          |        |
| Alemanha (Oficial designado)        | Nenhum equivalente                                      | Nenhum equivalente                                      | Nenhum equivalente                                      | Nenhum equivalente                                      | Nenhum equivalente                                      | Nenhum equivalente                                      | Nenhum equivalente                     | Nenhum equivalente                      |                                         |                                      |                                      |                                      |                                      |                                      |                                      |                                      |                              |                              |                              |                              |                              |                                      | Nenhum equivalente | Nenhum equivalente | Nenhum equivalente        | Nenhum equivalente                | Nenhum equivalente                     | Nenhum equivalente                     | Nenhum equivalente                     | Nenhum equivalente                     | Nenhum equivalente                     | Nenhum equivalente                     | Nenhum equivalente                                          |                          |        |
| Alemanha (Oficial designado)        | Nenhum equivalente                                      | Nenhum equivalente                                      | Nenhum equivalente                                      | Nenhum equivalente                                      | Nenhum equivalente                                      | Nenhum equivalente                                      | Nenhum equivalente                     | Nenhum equivalente                      | Oberfähnrich                            | Oberfähnrich                         | Fähnrich                             | Fähnrich                             | Fähnrich                             | Fähnrich                             | Fähnrich                             | Fähnrich                             | Fahnenjunker                 | Fahnenjunker                 | Fahnenjunker                 | Fahnenjunker                 | Fahnenjunker                 | Fahnenjunker                         | Nenhum equivalente | Nenhum equivalente | Nenhum equivalente        | Nenhum equivalente                | Nenhum equivalente                     | Nenhum equivalente                     | Nenhum equivalente                     | Nenhum equivalente                     | Nenhum equivalente                     | Nenhum equivalente                     | Nenhum equivalente                                          |                          |        |
| Bélgica                             |                                                         |                                                         |                                                         |                                                         |                                                         |                                                         |                                        |                                         |                                         |                                      |                                      |                                      |                                      |                                      |                                      |                                      |                              |                              |                              |                              |                              |                                      | | |                           |                                   |                                        |                                        |                                        |                                        |                                        |                                        |                                                             |                          |        |
| Adjudant-Major Adjudant-Majoor      | Adjudant-Major Adjudant-Majoor                          | Adjudant-Major Adjudant-Majoor                          | Adjudant-chef                                           | Adjudant-chef                                           | Adjudant-chef                                           | Adjudant                                                | Adjudant                               | 1er sergeant-major 1ste sergeant-majoor | 1er sergeant-major 1ste sergeant-majoor | 1er sergeant-chef 1ste sergeant-chef | 1er sergeant-chef 1ste sergeant-chef | 1er sergeant-chef 1ste sergeant-chef | 1er sergeant 1ste sergeant           | 1er sergeant 1ste sergeant           | 1er sergeant 1ste sergeant           | Sergeant                             | Sergeant                     | Sergeant                     | Sergeant                     | Sergeant                     | Sergeant                     | 1er caporal-chef 1ste korporaal-chef | Caporal-chef Korporaal-chef | Caporal Korporaal | Caporal Korporaal         | 1er soldat 1ste soldaat           | 1er soldat 1ste soldaat                | 1er soldat 1ste soldaat                | 1er soldat 1ste soldaat                | 1er soldat 1ste soldaat                | 1er soldat 1ste soldaat                | soldat so                              | soldat so                                                   |                          |        |
| Código NATO                         | OR-9                                                    | OR-9                                                    | OR-9                                                    | OR-9                                                    | OR-9                                                    | OR-9                                                    | OR-8                                   | OR-8                                    | OR-7                                    | OR-7                                 | OR-6                                 | OR-6                                 | OR-6                                 | OR-6                                 | OR-6                                 | OR-6                                 | OR-5                         | OR-5                         | OR-5                         | OR-5                         | OR-5                         | OR-5                                 | OR-4 | OR-4 | OR-3                      | OR-3                              | OR-2                                   | OR-2                                   | OR-2                                   | OR-2                                   | OR-2                                   | OR-2                                   | OR-1                                                        | OR-1                     |        |
| Bulgária                            |                                                         |                                                         |                                                         |                                                         |                                                         |                                                         |                                        |                                         |                                         |                                      |                                      |                                      |                                      |                                      |                                      |                                      |                              |                              |                              |                              |                              |                                      | | | Nenhum Equivalente        | Nenhum Equivalente                | Nenhum Equivalente                     | Nenhum Equivalente                     | Nenhum Equivalente                     | Nenhum Equivalente                     | Nenhum Equivalente                     | Nenhum Equivalente                     |                                                             |                          |        |
| Bulgária                            | Офицерски кандидат                                      | Офицерски кандидат                                      | Офицерски кандидат                                      | Офицерски кандидат                                      | Офицерски кандидат                                      | Офицерски кандидат                                      | Старшина                               | Старшина                                | Старши сержант                          | Старши сержант                       | Сержант                              | Сержант                              | Сержант                              | Сержант                              | Сержант                              | Сержант                              | Младши сержант               | Младши сержант               | Младши сержант               | Младши сержант               | Младши сержант               | Младши сержант                       | Ефрейтор | Ефрейтор | Nenhum Equivalente        | Nenhum Equivalente                | Nenhum Equivalente                     | Nenhum Equivalente                     | Nenhum Equivalente                     | Nenhum Equivalente                     | Nenhum Equivalente                     | Nenhum Equivalente                     | Редник                                                      | Редник                   |        |
| Canadá                              |                                                         |                                                         |                                                         |                                                         |                                                         |                                                         |                                        |                                         |                                         |                                      |                                      |                                      |                                      |                                      |                                      |                                      |                              |                              |                              |                              |                              |                                      | | |                           |                                   |                                        |                                        |                                        |                                        |                                        |                                        |                                                             |                          |        |
| Chief Warrant Officer Adjudant-chef | Chief Warrant Officer Adjudant-chef                     | Chief Warrant Officer Adjudant-chef                     | Chief Warrant Officer Adjudant-chef                     | Chief Warrant Officer Adjudant-chef                     | Chief Warrant Officer Adjudant-chef                     | Master Warrant Officer Adjudant-maître                  | Master Warrant Officer Adjudant-maître | Warrant Officer Adjudant                | Warrant Officer Adjudant                | Sergeant Sergent                     | Sergeant Sergent                     | Sergeant Sergent                     | Sergeant Sergent                     | Sergeant Sergent                     | Sergeant Sergent                     | Master Corporal Caporal-chef         | Master Corporal Caporal-chef | Master Corporal Caporal-chef | Master Corporal Caporal-chef | Master Corporal Caporal-chef | Master Corporal Caporal-chef | Corporal Caporal                     | Corporal Caporal | Private Soldat | Private Soldat            | Private (Basic) Soldat (Confirmé) | Private (Basic) Soldat (Confirmé)      | Private (Basic) Soldat (Confirmé)      | Private (Basic) Soldat (Confirmé)      | Private (Basic) Soldat (Confirmé)      | Private (Basic) Soldat (Confirmé)      | Private (Recruit) Soldat (Recrue)      | Private (Recruit) Soldat (Recrue)                           |                          |        |
| Croácia ·                           |                                                         |                                                         |                                                         |                                                         |                                                         |                                                         |                                        |                                         |                                         |                                      |                                      |                                      |                                      |                                      |                                      |                                      |                              |                              |                              |                              |                              |                                      | | |                           |                                   |                                        |                                        |                                        |                                        |                                        | Sem insígnia                           | Sem insígnia                                                | Sem insígnia             |        |
| Croácia ·                           | Časnički namjesnik                                      | Časnički namjesnik                                      | Časnički namjesnik                                      | Časnički namjesnik                                      | Časnički namjesnik                                      | Časnički namjesnik                                      | Stožerni narednik                      | Stožerni narednik                       | Nadnarednik                             | Nadnarednik                          | Narednik                             | Narednik                             | Narednik                             | Narednik                             | Narednik                             | Narednik                             | Desetnik                     | Desetnik                     | Desetnik                     | Desetnik                     | Desetnik                     | Desetnik                             | Skupnik | Skupnik | Razvodnik                 | Razvodnik                         | Pozornik                               | Pozornik                               | Pozornik                               | Pozornik                               | Pozornik                               | Vojnik                                 | Vojnik                                                      | Vojnik                   |        |
| Dinamarca ·                         |                                                         |                                                         |                                                         |                                                         |                                                         |                                                         |                                        |                                         |                                         |                                      | Nenhum equivalente                   | Nenhum equivalente                   | Nenhum equivalente                   | Nenhum equivalente                   | Nenhum equivalente                   | Nenhum equivalente                   |                              |                              |                              |                              |                              |                                      | | |                           |                                   |                                        |                                        |                                        |                                        |                                        |                                        |                                                             |                          |        |
| Dinamarca ·                         | Hærchefsergenten                                        | Hærchefsergenten                                        | Myndigheds- befalingsmand                               | Myndigheds- befalingsmand                               | Chefsergent                                             | Chefsergent                                             | Seniorsergent                          | Seniorsergent                           | Oversergent                             | Oversergent                          | Nenhum equivalente                   | Nenhum equivalente                   | Nenhum equivalente                   | Nenhum equivalente                   | Nenhum equivalente                   | Nenhum equivalente                   | Sergent                      | Sergent                      | Sergent                      | Officerselev                 | Officerselev                 | Officerselev                         | Korporal | Korporal | Overkonstabel af 1. grad  | Overkonstabel af 1. grad          | Overkonstabel                          | Overkonstabel                          | Overkonstabel                          | Overkonstabel                          | Overkonstabel                          | Overkonstabel                          | Konstabel                                                   | Sergentelev              |        |
| Código NATO                         | OR-9                                                    | OR-9                                                    | OR-9                                                    | OR-9                                                    | OR-9                                                    | OR-9                                                    | OR-8                                   | OR-8                                    | OR-7                                    | OR-7                                 | OR-6                                 | OR-6                                 | OR-6                                 | OR-6                                 | OR-6                                 | OR-6                                 | OR-5                         | OR-5                         | OR-5                         | OR-5                         | OR-5                         | OR-5                                 | OR-4 | OR-4 | OR-3                      | OR-3                              | OR-2                                   | OR-2                                   | OR-2                                   | OR-2                                   | OR-2                                   | OR-2                                   | OR-1                                                        | OR-1                     |        |
| Espanha ·                           |                                                         |                                                         |                                                         |                                                         |                                                         |                                                         |                                        |                                         |                                         |                                      |                                      |                                      |                                      |                                      |                                      |                                      |                              |                              |                              |                              |                              |                                      | | |                           |                                   |                                        |                                        |                                        |                                        |                                        |                                        |                                                             |                          |        |
| Suboficial mayor                    | Suboficial mayor                                        | Suboficial mayor                                        | Subteniente                                             | Subteniente                                             | Subteniente                                             | Brigada                                                 | Brigada                                | Sargento primero                        | Sargento primero                        | Sargento                             | Sargento                             | Sargento                             | Sargento                             | Sargento                             | Sargento                             | Cabo mayor                           | Cabo mayor                   | Cabo mayor                   | Cabo mayor                   | Cabo mayor                   | Cabo mayor                   | Cabo primero                         | Cabo primero | Cabo | Cabo                      | Soldado de primera                | Soldado de primera                     | Soldado de primera                     | Soldado de primera                     | Soldado de primera                     | Soldado de primera                     | Soldado                                | Soldado                                                     |                          |        |
| Eslováquia · (profissional)         |                                                         |                                                         |                                                         |                                                         |                                                         |                                                         |                                        |                                         |                                         |                                      |                                      |                                      |                                      |                                      |                                      |                                      |                              |                              |                              |                              |                              |                                      | | |                           |                                   |                                        |                                        |                                        |                                        |                                        |                                        |                                                             |                          |        |
| Nadpraporčík                        | Nadpraporčík                                            | Praporčík                                               | Praporčík                                               | Podpraporčík                                            | Podpraporčík                                            | Štábný nadrotmajster                                    | Nadrotmajster                          | Rotmajster                              | Rotmajster                              | Rotný                                | Rotný                                | Rotný                                | Rotný                                | Rotný                                | Rotný                                | Čatár                                | Čatár                        | Čatár                        | Čatár                        | Čatár                        | Čatár                        | Desiatnik                            | Desiatnik (basic service) | Slobodník | Slobodník (basic service) | Vojak 1. stupňa                   | Vojak 1. stupňa                        | Vojak 1. stupňa                        | Vojak 1. stupňa                        | Vojak 1. stupňa                        | Vojak 1. stupňa                        | Vojak (basic training)                 | Vojak (basic training)                                      |                          |        |
| Eslovénia                           |                                                         |                                                         |                                                         |                                                         |                                                         |                                                         |                                        |                                         |                                         |                                      |                                      |                                      |                                      |                                      |                                      |                                      |                              |                              |                              |                              |                              |                                      | | |                           |                                   |                                        |                                        |                                        |                                        |                                        |                                        | Sem insignia                                                | Sem insignia             |        |
| Eslovénia                           | višji štabni praporščak (Senoior-staff-praporshshik)    | višji štabni praporščak (Senoior-staff-praporshshik)    | štabni praporščak (Staff-praporshshik)                  | štabni praporščak (Staff-praporshshik)                  | višji praporščak (Senoior-praporshshik)                 | višji praporščak (Senoior-praporshshik)                 | praporščak (Praporshshik)              | višji štabni vodnik                     | štabni vodnik                           | štabni vodnik                        | višji vodnik                         | višji vodnik                         | višji vodnik                         | višji vodnik                         | višji vodnik                         | višji vodnik                         | vodnik                       | vodnik                       | vodnik                       | vodnik                       | vodnik                       | vodnik                               | naddesetnik | naddesetnik | desetnik                  | desetnik                          | poddesetnik                            | poddesetnik                            | poddesetnik                            | poddesetnik                            | poddesetnik                            | poddesetnik                            | vojak                                                       | vojak                    |        |
| Estados Unidos ·                    |                                                         |                                                         |                                                         |                                                         |                                                         |                                                         |                                        |                                         |                                         |                                      |                                      |                                      |                                      |                                      |                                      |                                      |                              |                              |                              |                              |                              |                                      | | |                           |                                   |                                        |                                        |                                        |                                        |                                        |                                        | Sem Insígnia                                                | Sem Insígnia             |        |
| Estados Unidos ·                    | Sergeant Major of the Army                              | Sergeant Major of the Army                              | Command Sergeant Major                                  | Command Sergeant Major                                  | Sergeant Major                                          | Sergeant Major                                          | First Sergeant                         | Master Sergeant                         | Sergeant First Class                    | Sergeant First Class                 | Staff Sergeant                       | Staff Sergeant                       | Staff Sergeant                       | Staff Sergeant                       | Staff Sergeant                       | Staff Sergeant                       | Sergeant                     | Sergeant                     | Sergeant                     | Sergeant                     | Sergeant                     | Sergeant                             | Corporal | Specialist | Private First Class       | Private First Class               | Private                                | Private                                | Private                                | Private                                | Private                                | Private                                | Private                                                     | Private                  |        |
| Código NATO                         | OR-9                                                    | OR-9                                                    | OR-9                                                    | OR-9                                                    | OR-9                                                    | OR-9                                                    | OR-8                                   | OR-8                                    | OR-7                                    | OR-7                                 | OR-6                                 | OR-6                                 | OR-6                                 | OR-6                                 | OR-6                                 | OR-6                                 | OR-5                         | OR-5                         | OR-5                         | OR-5                         | OR-5                         | OR-5                                 | OR-4 | OR-4 | OR-3                      | OR-3                              | OR-2                                   | OR-2                                   | OR-2                                   | OR-2                                   | OR-2                                   | OR-2                                   | OR-1                                                        | OR-1                     |        |
| ' Estónia                           |                                                         |                                                         |                                                         |                                                         |                                                         |                                                         |                                        |                                         |                                         |                                      |                                      |                                      |                                      |                                      |                                      |                                      |                              |                              |                              |                              |                              |                                      | | | Nenhum Equivalente        | Nenhum Equivalente                |                                        |                                        |                                        |                                        |                                        |                                        | Sem insígnia                                                | Sem insígnia             |        |
| ' Estónia                           | Ülemveebel                                              | Ülemveebel                                              | Ülemveebel                                              | Staabiveebel                                            | Staabiveebel                                            | Staabiveebel                                            | Vanemveebel                            | Vanemveebel                             | Veebel                                  | Veebel                               | Nooremveebel                         | Nooremveebel                         | Nooremveebel                         | Nooremveebel                         | Nooremveebel                         | Nooremveebel                         | Vanemseersant                | Vanemseersant                | Vanemseersant                | Vanemseersant                | Vanemseersant                | Vanemseersant                        | Seersant | Nooremseersant | Nenhum Equivalente        | Nenhum Equivalente                | Kapral                                 | Kapral                                 | Kapral                                 | Kapral                                 | Kapral                                 | Kapral                                 | Reamees                                                     | Reamees                  |        |
| ' França' ·                         |                                                         |                                                         |                                                         |                                                         |                                                         |                                                         |                                        |                                         | Nenhum equivalente                      | Nenhum equivalente                   |                                      |                                      |                                      |                                      |                                      |                                      |                              |                              |                              |                              |                              |                                      | | |                           |                                   |                                        |                                        |                                        |                                        |                                        |                                        | Sem Insígnia                                                |                          |        |
| ' França' ·                         | Major                                                   | Major                                                   | Major                                                   | Adjudant-chef                                           | Adjudant-chef                                           | Adjudant-chef                                           | Adjudant                               | Adjudant                                | Nenhum equivalente                      | Nenhum equivalente                   | Sergent-chef Maréchal-des-logis-chef | Sergent-chef Maréchal-des-logis-chef | Sergent-chef Maréchal-des-logis-chef | Sergent-chef Maréchal-des-logis-chef | Sergent-chef Maréchal-des-logis-chef | Sergent-chef Maréchal-des-logis-chef | Sergent Maréchal-des-logis   | Sergent Maréchal-des-logis   | Sergent Maréchal-des-logis   | Sergent Maréchal-des-logis   | Sergent Maréchal-des-logis   | Sergent Maréchal-des-logis           | Caporal-chef de première classe | Caporal-chef Brigadier-chef | Caporal Brigadier         | Caporal Brigadier                 | Soldat de première classe              | Soldat de première classe              | Soldat de première classe              | Soldat de première classe              | Soldat de première classe              | Soldat de première classe              | Soldat                                                      |                          |        |
| Grécia · (Profissional) ·           |                                                         |                                                         |                                                         |                                                         |                                                         |                                                         |                                        |                                         |                                         |                                      |                                      |                                      |                                      |                                      |                                      |                                      | Nenhum Equivalente           | Nenhum Equivalente           | Nenhum Equivalente           | Nenhum Equivalente           | Nenhum Equivalente           | Nenhum Equivalente                   | | |                           |                                   | Nenhum Equivalente                     | Nenhum Equivalente                     | Nenhum Equivalente                     | Nenhum Equivalente                     | Nenhum Equivalente                     | Nenhum Equivalente                     | Sem insígnia                                                | Sem insígnia             |        |
| Grécia · (Profissional) ·           | (ΣΜΥ) (SMY)                                             | (ΕΠΟΠ-ΕΜΘ) (EPOP-EMTh)                                  | (ΣΜΥ) (SMY)                                             | (ΕΠΟΠ-ΕΜΘ) (EPOP-EMTh)                                  | (ΣΜΥ) (SMY)                                             | (ΣΜΥ) (SMY)                                             | (ΣΜΥ) (SMY)                            | (ΕΠΟΠ-ΕΜΘ) (EPOP-EMTh)                  | (ΕΠΟΠ-ΕΜΘ) (EPOP-EMTh)                  | (ΕΠΟΠ-ΕΜΘ) (EPOP-EMTh)               | (ΕΠΟΠ-ΕΜΘ) (EPOP-EMTh)               | (ΟΒΑ) (OVA)                          | (ΟΒΑ) (OVA)                          | (ΟΒΑ) (OVA)                          | (ΕΠΟΠ/ΟΒΑ) (EPOP/OVA)                | (ΕΠΟΠ/ΟΒΑ) (EPOP/OVA)                | Nenhum Equivalente           | Nenhum Equivalente           | Nenhum Equivalente           | Nenhum Equivalente           | Nenhum Equivalente           | Nenhum Equivalente                   | | |                           |                                   | Nenhum Equivalente                     | Nenhum Equivalente                     | Nenhum Equivalente                     | Nenhum Equivalente                     | Nenhum Equivalente                     | Nenhum Equivalente                     |                                                             |                          |        |
| Grécia · (Profissional) ·           | Ανθυπασπιστής Anthypaspistis                            | Ανθυπασπιστής Anthypaspistis                            | Ανθυπασπιστής Anthypaspistis                            | Ανθυπασπιστής Anthypaspistis                            | Ανθυπασπιστής Anthypaspistis                            | Ανθυπασπιστής Anthypaspistis                            | Αρχιλοχίας Archilochias                | Αρχιλοχίας Archilochias                 | Επιλοχίας Epilochias                    | Επιλοχίας Epilochias                 | Λοχίας Lochias                       | Λοχίας Lochias                       | Λοχίας Lochias                       | Λοχίας Lochias                       | Λοχίας Lochias                       | Λοχίας Lochias                       | Nenhum Equivalente           | Nenhum Equivalente           | Nenhum Equivalente           | Nenhum Equivalente           | Nenhum Equivalente           | Nenhum Equivalente                   | Δεκανέας Dekaneas | Δεκανέας Dekaneas | Υποδεκανέας Ypodekaneas   | Υποδεκανέας Ypodekaneas           | Nenhum Equivalente                     | Nenhum Equivalente                     | Nenhum Equivalente                     | Nenhum Equivalente                     | Nenhum Equivalente                     | Nenhum Equivalente                     | Στρατιώτης Stratiotis                                       | Στρατιώτης Stratiotis    |        |
| Grécia · (Conscritos) ·             |                                                         |                                                         |                                                         |                                                         |                                                         |                                                         | Nenhum Equivalente                     | Nenhum Equivalente                      | Nenhum Equivalente                      | Nenhum Equivalente                   |                                      |                                      |                                      |                                      |                                      |                                      | Nenhum Equivalente           | Nenhum Equivalente           | Nenhum Equivalente           | Nenhum Equivalente           | Nenhum Equivalente           | Nenhum Equivalente                   | | |                           |                                   | Nenhum Equivalente                     | Nenhum Equivalente                     | Nenhum Equivalente                     | Nenhum Equivalente                     | Nenhum Equivalente                     | Nenhum Equivalente                     |                                                             | Sem Insígnia             |        |
| Grécia · (Conscritos) ·             | Δόκιμος Έφεδρος Αξιωματικός Dokimos Efedros Axiomatikos | Δόκιμος Έφεδρος Αξιωματικός Dokimos Efedros Axiomatikos | Δόκιμος Έφεδρος Αξιωματικός Dokimos Efedros Axiomatikos | Δόκιμος Έφεδρος Αξιωματικός Dokimos Efedros Axiomatikos | Δόκιμος Έφεδρος Αξιωματικός Dokimos Efedros Axiomatikos | Δόκιμος Έφεδρος Αξιωματικός Dokimos Efedros Axiomatikos | Nenhum Equivalente                     | Nenhum Equivalente                      | Nenhum Equivalente                      | Nenhum Equivalente                   | Λοχίας Lochias [carece de fontes?]   | Λοχίας Lochias [carece de fontes?]   | Λοχίας Lochias [carece de fontes?]   | Λοχίας Lochias [carece de fontes?]   | Λοχίας Lochias [carece de fontes?]   | Λοχίας Lochias [carece de fontes?]   | Nenhum Equivalente           | Nenhum Equivalente           | Nenhum Equivalente           | Nenhum Equivalente           | Nenhum Equivalente           | Nenhum Equivalente                   | Δεκανέας Dekaneas | Δεκανέας Dekaneas | Υποδεκανέας Ypodekaneas   | Υποδεκανέας Ypodekaneas           | Nenhum Equivalente                     | Nenhum Equivalente                     | Nenhum Equivalente                     | Nenhum Equivalente                     | Nenhum Equivalente                     | Nenhum Equivalente                     | Υποψήφιος Έφεδρος Βαθμοφόρος Ypopsifios Efedros Bathmoforos | Στρατιώτης Stratiotis    |        |
| Código NATO                         | OR-9                                                    | OR-9                                                    | OR-9                                                    | OR-9                                                    | OR-9                                                    | OR-9                                                    | OR-8                                   | OR-8                                    | OR-7                                    | OR-7                                 | OR-6                                 | OR-6                                 | OR-6                                 | OR-6                                 | OR-6                                 | OR-6                                 | OR-5                         | OR-5                         | OR-5                         | OR-5                         | OR-5                         | OR-5                                 | OR-4 | OR-4 | OR-3                      | OR-3                              | OR-2                                   | OR-2                                   | OR-2                                   | OR-2                                   | OR-2                                   | OR-2                                   | OR-1                                                        | OR-1                     |        |
| Hungria ·                           |                                                         |                                                         |                                                         |                                                         |                                                         |                                                         |                                        |                                         |                                         |                                      |                                      |                                      |                                      |                                      |                                      |                                      |                              |                              |                              |                              |                              |                                      | | |                           |                                   | Nenhum Equivalente                     | Nenhum Equivalente                     | Nenhum Equivalente                     | Nenhum Equivalente                     | Nenhum Equivalente                     | Nenhum Equivalente                     |                                                             |                          |        |
| Hungria ·                           | Főtörzszászlós                                          | Főtörzszászlós                                          | Főtörzszászlós                                          | Főtörzszászlós                                          | Főtörzszászlós                                          | Főtörzszászlós                                          | Törzszászlós                           | Zászlós                                 | Főtörzsőrmester                         | Főtörzsőrmester                      | Törzsőrmester                        | Törzsőrmester                        | Törzsőrmester                        | Törzsőrmester                        | Törzsőrmester                        | Törzsőrmester                        | Őrmester                     | Őrmester                     | Őrmester                     | Őrmester                     | Őrmester                     | Őrmester                             | Szakaszvezető | Tizedes | Őrvezető                  | Őrvezető                          | Nenhum Equivalente                     | Nenhum Equivalente                     | Nenhum Equivalente                     | Nenhum Equivalente                     | Nenhum Equivalente                     | Nenhum Equivalente                     | Közkatona                                                   |                          |        |
| Islândia ·                          | Nenhum Equivalente                                      | Nenhum Equivalente                                      | Nenhum Equivalente                                      | Nenhum Equivalente                                      | Nenhum Equivalente                                      | Nenhum Equivalente                                      | Nenhum Equivalente                     | Nenhum Equivalente                      | Nenhum Equivalente                      | Nenhum Equivalente                   | Flokkstjóri 1.                       | Flokkstjóri 1.                       | Flokkstjóri 1.                       | Flokkstjóri 1.                       | Flokkstjóri 1.                       | Flokkstjóri 1.                       | Flokkstjóri 2.               | Flokkstjóri 2.               | Flokkstjóri 2.               | Flokkstjóri 2.               | Flokkstjóri 2.               | Flokkstjóri 2.                       | Korporáll | Korporáll | Nenhum Equivalente        | Nenhum Equivalente                | Nenhum Equivalente                     | Nenhum Equivalente                     | Nenhum Equivalente                     | Nenhum Equivalente                     | Nenhum Equivalente                     | Nenhum Equivalente                     | óbreyttur                                                   |                          |        |
| Itália                              |                                                         |                                                         |                                                         |                                                         |                                                         |                                                         |                                        |                                         |                                         |                                      |                                      |                                      |                                      |                                      |                                      |                                      |                              |                              |                              |                              |                              |                                      | \| \| \| \| \| \| Caporale maggiore capo scelto \| Caporale maggiore capo \| Caporale maggiore scelto \| Primo caporale maggiore \| | \| \| \| \| \| \| Caporale maggiore capo scelto \| Caporale maggiore capo \| Caporale maggiore scelto \| Primo caporale maggiore \| |                           |                                   |                                        |                                        |                                        |                                        |                                        |                                        |                                                             |                          |        |
| Itália                              | Primo Maresciallo Luogotenente                          | Primo Maresciallo Luogotenente                          | Primo Maresciallo                                       | Primo Maresciallo                                       | Maresciallo Capo                                        | Maresciallo Capo                                        | Maresciallo Ordinario                  | Maresciallo                             | Sergente Maggiore Capo                  | Sergente Maggiore Capo               | Sergente Maggiore                    | Sergente Maggiore                    | Sergente Maggiore                    | Sergente Maggiore                    | Sergente Maggiore                    | Sergente Maggiore                    | Sergente                     | Sergente                     | Sergente                     | Sergente                     | Sergente                     | Sergente                             | \| \| \| \| \| \| Caporale maggiore capo scelto \| Caporale maggiore capo \| Caporale maggiore scelto \| Primo caporale maggiore \| | \| \| \| \| \| \| Caporale maggiore capo scelto \| Caporale maggiore capo \| Caporale maggiore scelto \| Primo caporale maggiore \| | Caporal Maggiore          | Caporal Maggiore                  | Caporale                               | Caporale                               | Caporale                               | Caporale                               | Caporale                               | Caporale                               | Soldato                                                     |                          |        |
| Letónia ·                           |                                                         |                                                         |                                                         |                                                         |                                                         |                                                         |                                        |                                         |                                         |                                      |                                      |                                      |                                      |                                      |                                      |                                      |                              |                              |                              |                              |                              |                                      | | |                           |                                   |                                        |                                        |                                        |                                        |                                        |                                        | Nenhum equivalente                                          |                          |        |
| Letónia ·                           | Augstākais virsseržants                                 | Augstākais virsseržants                                 | Augstākais virsseržants                                 | Augstākais virsseržants                                 | Augstākais virsseržants                                 | Augstākais virsseržants                                 | Galvenais virsseržants                 | Galvenais virsseržants                  | Štāba virsseržants                      | Štāba virsseržants                   | Virsseržants                         | Virsseržants                         | Virsseržants                         | Virsseržants                         | Virsseržants                         | Virsseržants                         | Seržants                     | Seržants                     | Seržants                     | Seržants                     | Seržants                     | Seržants                             | Kaprālis | Kaprālis | Dižkareivis               | Dižkareivis                       | Kareivis                               | Kareivis                               | Kareivis                               | Kareivis                               | Kareivis                               | Kareivis                               | Nenhum equivalente                                          |                          |        |
| Lituânia ·                          |                                                         |                                                         |                                                         |                                                         |                                                         |                                                         |                                        |                                         |                                         |                                      |                                      |                                      |                                      |                                      |                                      |                                      |                              |                              |                              |                              |                              |                                      | | |                           |                                   |                                        |                                        |                                        |                                        |                                        |                                        |                                                             |                          |        |
| Seržantas majoras                   | Seržantas majoras                                       | Seržantas majoras                                       | Seržantas majoras                                       | Seržantas majoras                                       | Seržantas majoras                                       | Viršila                                                 | Viršila                                | Štabo seržantas                         | Štabo seržantas                         | Vyresnysis seržantas                 | Vyresnysis seržantas                 | Vyresnysis seržantas                 | Vyresnysis seržantas                 | Vyresnysis seržantas                 | Vyresnysis seržantas                 | Seržantas                            | Seržantas                    | Seržantas                    | Seržantas                    | Seržantas                    | Seržantas                    | Grandinis                            | Grandinis | Vyresnysis eilinis | Vyresnysis eilinis        | Eilinis                           | Eilinis                                | Eilinis                                | Eilinis                                | Eilinis                                | Eilinis                                | Jaunesnysis eilinis                    |                                                             |                          |        |
| Código NATO                         | OR-9                                                    | OR-9                                                    | OR-9                                                    | OR-9                                                    | OR-9                                                    | OR-9                                                    | OR-8                                   | OR-8                                    | OR-7                                    | OR-7                                 | OR-6                                 | OR-6                                 | OR-6                                 | OR-6                                 | OR-6                                 | OR-6                                 | OR-5                         | OR-5                         | OR-5                         | OR-5                         | OR-5                         | OR-5                                 | OR-4 | OR-4 | OR-3                      | OR-3                              | OR-2                                   | OR-2                                   | OR-2                                   | OR-2                                   | OR-2                                   | OR-2                                   | OR-1                                                        | OR-1                     |        |
| Luxemburgo ·                        |                                                         |                                                         |                                                         |                                                         |                                                         |                                                         |                                        |                                         |                                         |                                      |                                      |                                      |                                      |                                      |                                      |                                      |                              |                              |                              |                              |                              |                                      | | |                           |                                   |                                        |                                        |                                        |                                        |                                        |                                        |                                                             |                          |        |
| Adjudant-Major                      | Adjudant-Major                                          | Adjudant-Major                                          | Adjudant-Chef                                           | Adjudant-Chef                                           | Adjudant-Chef                                           | Adjudant                                                | Adjudant                               | Sergent-Chef                            | Sergent-Chef                            | Premier Sergent                      | Premier Sergent                      | Premier Sergent                      | Premier Sergent                      | Premier Sergent                      | Premier Sergent                      | Sergent                              | Sergent                      | Sergent                      | Sergent                      | Sergent                      | Sergent                      | Premier Caporal-Chef                 | Caporal-Chef | Caporal de première classe | Caporal                   | Premier Soldat-Chef               | Premier Soldat-Chef                    | Soldat-Chef                            | Soldat-Chef                            | Soldat première classe                 | Soldat première classe                 | Soldat première classe                 | Soldat                                                      | Soldat                   | Soldat |
| Noruega ·                           |                                                         |                                                         |                                                         |                                                         |                                                         |                                                         |                                        |                                         |                                         |                                      |                                      |                                      |                                      |                                      |                                      |                                      |                              |                              |                              |                              |                              |                                      | | |                           |                                   |                                        |                                        |                                        |                                        |                                        |                                        |                                                             |                          |        |
| Sersjantmajor                       | Sersjantmajor                                           | Sersjantmajor                                           | Sersjantmajor                                           | Sersjantmajor                                           | Sersjantmajor                                           | Kommandersersjant                                       | Kommandersersjant                      | Stabssersjant                           | Stabssersjant                           | Oversersjant                         | Oversersjant                         | Oversersjant                         | Oversersjant                         | Oversersjant                         | Oversersjant                         | Sersjant 1. klasse                   | Sersjant 1. klasse           | Sersjant 1. klasse           | Sersjant                     | Sersjant                     | Sersjant                     | Korporal 1. klasse                   | Korporal | Visekorporal 1. klasse | Visekorporal 1. klasse    | Visekorporal                      | Visekorporal                           | Visekorporal                           | Visekorporal                           | Visekorporal                           | Visekorporal                           | Ledende Menig                          | Menig                                                       |                          |        |
| Países Baixos ·                     |                                                         |                                                         |                                                         |                                                         |                                                         |                                                         | Nenhum equivalente                     | Nenhum equivalente                      |                                         |                                      |                                      |                                      |                                      |                                      |                                      |                                      |                              |                              |                              |                              |                              |                                      | | |                           |                                   |                                        |                                        |                                        |                                        |                                        |                                        |                                                             |                          |        |
| Países Baixos ·                     | Adjudant                                                | Adjudant                                                | Adjudant                                                | Adjudant                                                | Adjudant                                                | Adjudant                                                | Nenhum equivalente                     | Nenhum equivalente                      | Sergeant-majoor/ Opperwachtmeester      | Sergeant-majoor/ Opperwachtmeester   | Sergeant/Wachtmeester der 1e klasse  | Sergeant/Wachtmeester der 1e klasse  | Sergeant/Wachtmeester der 1e klasse  | Sergeant/Wachtmeester der 1e klasse  | Sergeant/Wachtmeester der 1e klasse  | Sergeant/Wachtmeester der 1e klasse  | Sergeant/Wachtmeester        | Sergeant/Wachtmeester        | Sergeant/Wachtmeester        | Sergeant/Wachtmeester        | Sergeant/Wachtmeester        | Sergeant/Wachtmeester                | Korporaal der 1e klasse | Korporaal der 1e klasse | Korporaal                 | Korporaal                         | Soldaat/Huzaar/ Kanonier der 1e klasse | Soldaat/Huzaar/ Kanonier der 1e klasse | Soldaat/Huzaar/ Kanonier der 1e klasse | Soldaat/Huzaar/ Kanonier der 2e klasse | Soldaat/Huzaar/ Kanonier der 2e klasse | Soldaat/Huzaar/ Kanonier der 2e klasse | Soldaat/Huzaar/Kanonier                                     | Soldaat/Huzaar/Kanonier  |        |
| Polónia ·                           |                                                         |                                                         |                                                         |                                                         |                                                         |                                                         |                                        |                                         |                                         |                                      |                                      |                                      |                                      |                                      |                                      |                                      |                              |                              |                              |                              |                              |                                      | | |                           |                                   |                                        |                                        |                                        |                                        |                                        |                                        |                                                             |                          |        |
|                                     |                                                         |                                                         |                                                         |                                                         |                                                         |                                                         |                                        |                                         |                                         |                                      |                                      |                                      |                                      |                                      |                                      |                                      |                              |                              |                              |                              |                              |                                      | | |                           |                                   |                                        |                                        |                                        |                                        |                                        |                                        |                                                             |                          |        |
| Starszy chorąży sztabowy            | Starszy chorąży sztabowy                                | Starszy chorąży sztabowy                                | Starszy chorąży                                         | Starszy chorąży                                         | Starszy chorąży                                         | Chorąży                                                 | Chorąży                                | Młodszy chorąży                         | Młodszy chorąży                         | Starszy sierżant                     | Starszy sierżant                     | Starszy sierżant                     | Starszy sierżant                     | Starszy sierżant                     | Starszy sierżant                     | Sierżant                             | Sierżant                     | Sierżant                     | Sierżant                     | Sierżant                     | Sierżant                     | Plutonowy                            | Starszy kapral | Kapral | Kapral                    | Starszy szeregowy                 | Starszy szeregowy                      | Starszy szeregowy                      | Starszy szeregowy                      | Starszy szeregowy                      | Starszy szeregowy                      | Szeregowy                              | Szeregowy                                                   |                          |        |
| Reino Unido ·                       |                                                         |                                                         |                                                         |                                                         |                                                         |                                                         |                                        |                                         |                                         |                                      |                                      |                                      |                                      |                                      |                                      |                                      | Nenhum Equivalente           | Nenhum Equivalente           | Nenhum Equivalente           | Nenhum Equivalente           | Nenhum Equivalente           | Nenhum Equivalente                   | | |                           |                                   | Sem Insígnia                           | Sem Insígnia                           | Sem Insígnia                           | Sem Insígnia                           | Sem Insígnia                           | Sem Insígnia                           | Sem Insígnia                                                | Sem Insígnia             |        |
| Reino Unido ·                       | Warrant Officer Class 1                                 | Warrant Officer Class 1                                 | Warrant Officer Class 1                                 | Warrant Officer Class 1                                 | Warrant Officer Class 1                                 | Warrant Officer Class 1                                 | Warrant Officer Class 2                | Warrant Officer Class 2                 | Staff/Colour Sergeant                   | Staff/Colour Sergeant                | Sergeant                             | Sergeant                             | Sergeant                             | Sergeant                             | Sergeant                             | Sergeant                             | Nenhum Equivalente           | Nenhum Equivalente           | Nenhum Equivalente           | Nenhum Equivalente           | Nenhum Equivalente           | Nenhum Equivalente                   | Corporal | Corporal | Lance Corporal            | Lance Corporal                    | Private (ou equivalente)               | Private (ou equivalente)               | Private (ou equivalente)               | Private (ou equivalente)               | Private (ou equivalente)               | Private (ou equivalente)               | Private (ou equivalente)                                    | Private (ou equivalente) |        |
| Roménia ·                           |                                                         |                                                         |                                                         |                                                         |                                                         |                                                         |                                        |                                         |                                         |                                      |                                      |                                      |                                      |                                      |                                      |                                      |                              |                              |                              |                              |                              |                                      | | |                           |                                   | Nenhum equivalente                     | Nenhum equivalente                     | Nenhum equivalente                     | Nenhum equivalente                     | Nenhum equivalente                     | Nenhum equivalente                     |                                                             |                          |        |
| Roménia ·                           | Plutonier adjutant șef                                  | Plutonier adjutant șef                                  | Plutonier adjutant șef                                  | Plutonier adjutant                                      | Plutonier adjutant                                      | Plutonier adjutant                                      | Plutonier-major                        | Plutonier-major                         | Plutonier                               | Plutonier                            | Sergent-major                        | Sergent-major                        | Sergent-major                        | Sergent-major                        | Sergent-major                        | Sergent-major                        | Sergent                      | Sergent                      | Sergent                      | Sergent                      | Sergent                      | Sergent                              | Caporal | Caporal | Fruntaș                   | Fruntaș                           | Nenhum equivalente                     | Nenhum equivalente                     | Nenhum equivalente                     | Nenhum equivalente                     | Nenhum equivalente                     | Nenhum equivalente                     | Soldat                                                      | Soldat                   |        |
| Turquia                             |                                                         |                                                         |                                                         |                                                         |                                                         |                                                         |                                        |                                         |                                         |                                      |                                      |                                      |                                      |                                      |                                      |                                      |                              |                              |                              |                              |                              |                                      | | |                           |                                   |                                        |                                        |                                        |                                        |                                        |                                        | Sem Insígnia                                                | Sem Insígnia             |        |
| Turquia                             | Astsubay Kıdemli Başçavuş                               | Astsubay Kıdemli Başçavuş                               | Astsubay Kıdemli Başçavuş                               | Astsubay Kıdemli Başçavuş                               | Astsubay Kıdemli Başçavuş                               | Astsubay Kıdemli Başçavuş                               | Astsubay Başçavuş                      | Astsubay Başçavuş                       | Astsubay Kıdemli Üstçavuş               | Astsubay Üstçavuş                    | Astsubay Kıdemli Çavuş               | Astsubay Kıdemli Çavuş               | Astsubay Kıdemli Çavuş               | Astsubay Çavuş                       | Astsubay Çavuş                       | Astsubay Çavuş                       | Uzman Çavuş                  | Uzman Çavuş                  | Çavuş                        | Çavuş                        | Çavuş                        | Çavuş                                | Çavuş | Çavuş | Uzman Onbaşı              | Uzman Onbaşı                      | Onbaşı                                 | Onbaşı                                 | Onbaşı                                 | Onbaşı                                 | Onbaşı                                 | Onbaşı                                 | Er                                                          | Er                       |        |
| Código NATO                         | OR-9                                                    | OR-9                                                    | OR-9                                                    | OR-9                                                    | OR-9                                                    | OR-9                                                    | OR-8                                   | OR-8                                    | OR-7                                    | OR-7                                 | OR-6                                 | OR-6                                 | OR-6                                 | OR-6                                 | OR-6                                 | OR-6                                 | OR-5                         | OR-5                         | OR-5                         | OR-5                         | OR-5                         | OR-5                                 | OR-4 | OR-4 | OR-3                      | OR-3                              | OR-2                                   | OR-2                                   | OR-2                                   | OR-2                                   | OR-2                                   | OR-2                                   | OR-1                                                        | OR-1                     |        |
|                                     |                                                         |                                                         |                                                         |                                                         |                                                         |                                                         |                                        |                                         |                                         |                                      |                                      |                                      |                                      |                                      |                                      |                                      |                              |                              |                              |                              |                              |                                      | | |                           |                                   |                                        |                                        |                                        |                                        |                                        |                                        |                                                             |                          |        |
| Caporale maggiore capo scelto       | Caporale maggiore capo                                  | Caporale maggiore scelto                                | Primo caporale maggiore                                 |                                                         |                                                         |                                                         |                                        |                                         |                                         |                                      |                                      |                                      |                                      |                                      |                                      |                                      |                              |                              |                              |                              |                              |                                      | | |                           |                                   |                                        |                                        |                                        |                                        |                                        |                                        |                                                             |                          |        |

## Observações
1. Titulo somente utilizados como póstumo, honorário ou em períodos de guerra.
2. As patentes de alistados da Noruega são do novo sistema aprovado em Junho de 2015.Foi introduzido e implementado em 2016[3]